# Géoprospective
 (décembre 2013).
Si vous disposez d'ouvrages ou d'articles de référence ou si vous connaissez des sites web de qualité traitant du thème abordé ici, merci de compléter l'article en donnant les références utiles à sa vérifiabilité et en les liant à la section « Notes et références ».
La géoprospective est une discipline liée à la géographie. Comme toutes les sciences prospectives, elle a pour objet d’anticiper le futur et plus particulièrement d'imaginer le devenir des territoires. La géoprospective a pour finalité de donner à la société civile : entreprises, associations, élus locaux ou régionaux des moyens efficients afin d’élaborer des choix politiques durables en matière d’aménagement du territoire.
Cette discipline, encore peu développée, consiste plus spécifiquement à concevoir des outils d’aide à la décision spatialisés. La prise en considération des processus aléatoires s'effectue par le biais de scénarios qui permettent, à travers des modélisations, d’estimer les transformations des territoires, appréhendés à une échelle fine et de mesurer, par la géosimulation, les impacts spatiaux de tendances ou d’options d’aménagement.
L’objet de la géoprospective est donc d’imaginer et concevoir des territoires durables. L’élaboration de documents d’aide à la prise de décision passe essentiellement par l’étude des dynamiques spatiales anthropiques et environnementales qui déterminent les formes urbaines. La spatialisation des options de développement retenues permet de modéliser le devenir des espaces projetés. La dimension spatiale est au cœur des processus géoprospectifs, que ce soit dans le diagnostic, dans la modélisation d'évolution, ou dans l'élaboration de cartes de zonages.